# عصر جهان‌بینی
عصر جهان‌بینی یا عصر تصویر جهان (آلمانی: Die Zeit des Weltbildes) سخنرانی ۱۹۳۸ مارتین هایدگر است که در آن به زمینه متافیزیکی علم مدرن می‌پردازد. در سال ۱۹۵۰ در مجموعه مقالات هُلزویگه منتشر شد.
این مقاله با عنوان «عصر جهان‌بینی» توسط مارجوری گرن (۱۹۵۱) و با عنوان «عصر تصویر جهان» توسط ویلیام لویت (۱۹۷۷) و جولیان یانگ (۲۰۰۲) ترجمه شده است.